# La Statue en or massif
Pour les articles homonymes, voir La Statue (homonymie).
Pour plus de détails, voir Fiche technique et Distribution.
La Statue en or massif (titre original : The Oscar) est un film américain réalisé par Russell Rouse et sorti en 1966.

## Synopsis
À Hollywood, l’acteur Frankie Fane se prépare à recevoir l’Oscar tant convoité. Son ami Hymie Kelly se remémore la lutte acharnée et sans merci qu'il a menée pour arriver en haut de l’affiche.

## Fiche technique
- Titre : La Statue en or massif
- Titre original : The Oscar
- Réalisation : Russell Rouse
- Scénario : Harlan Ellison, Clarence Greene, Russell Rouse et Richard Sale d’après son roman The Oscar (1963).
- Musique : Percy Faith
- Photographie : Joseph Ruttenberg
- Son : Harry Lindgren, John Wilkinson
- Montage : Chester W. Schaeffer
- Décors : Arthur Lonergan, Hal Pereira, Robert R. Benton, James W. Payne
- Costumes : Edith Head
- Pays de production :  États-Unis
- Année de tournage : 1965
- Langue de tournage : anglais
- Producteur : Clarence Greene
- Producteur exécutif : Joseph E. Levine
- Société de production : Greene-Rouse Productions
- Sociétés de distribution : Embassy Pictures Corporation, Paramount Pictures
- Format : couleur (Pathécolor) — 35 mm — Monophonique (Westrex Recording System)
- Genre : comédie dramatique
- Durée : 119 minutes
- Date de sortie :
  - États-Unis : 4 mars 1966

## Distribution
- Stephen Boyd (VF : Jacques Thébault) : Frankie Fane
- Elke Sommer : Kay Bergdahl
- Milton Berle : Alfred « Kappy » Kapstetter
- Eleanor Parker : Sophie Cantaro
- Joseph Cotten : Kenneth Regan
- Jill St John : Laurel Scott
- Tony Bennett : Hymie Kelly
- Edie Adams : Trina Yale
- Ernest Borgnine : Barney Yale
- Jean Hale : Cheryl Barker
- Peter Lawford : Steve Marks
- Broderick Crawford : shérif
- Jack Soo : Sam
- Peter Leeds : Bert
- Jan Merlin : Frankie
- Hugh Sanders (non crédité) : un invité à la fête de Regan
- Avec la participation de :
  - Edith Head : elle-même
  - Bob Hope : lui-même
  - Hedda Hopper : elle-même
  - Merle Oberon : elle-même
  - Frank Sinatra : lui-même
  - Nancy Sinatra : elle-même

## Récompenses et distinctions
- Oscars 1967 :
  - Hal Pereira, Arthur Lonergan, Robert R. Benton et James W. Payne nommés pour l’Oscar de la meilleure direction artistique
  - Edith Head nommée pour l’Oscar de la meilleure création de costumes